# Ichneumon rubriornatus
Ichneumon rubriornatus är en stekelart som beskrevs av Cameron 1904. Ichneumon rubriornatus ingår i släktet Ichneumon och familjen brokparasitsteklar. Inga underarter finns listade i Catalogue of Life.